# Престон (Айдахо)
Престон (англ. Preston) — окружний центр округу Франклін, штат Айдахо, США. Згідно з переписом 2010 року населення становило 5204 особи, що на 522 особи більше, ніж 2000 року.

## Географія
Престон розташований за координатами 42°5′56″ пн. ш. 111°52′42″ зх. д. / 42.09889° пн. ш. 111.87833° зх. д. (42.098858, -111.878396).  За даними Бюро перепису населення США в 2010 році місто мало площу 17,24 км², з яких 17,22 км² — суходіл та 0,02 км² — водойми.

### Клімат
| Клімат : Престон        | Клімат : Престон | Клімат : Престон | Клімат : Престон | Клімат : Престон | Клімат : Престон | Клімат : Престон | Клімат : Престон | Клімат : Престон | Клімат : Престон | Клімат : Престон | Клімат : Престон | Клімат : Престон | Клімат : Престон |
| Показник                | Січ.             | Лют.             | Бер.             | Квіт.            | Трав.            | Черв.            | Лип.             | Серп.            | Вер.             | Жовт.            | Лист.            | Груд.            | Рік              |
| Абсолютний максимум, °C | 14,4             | 17,2             | 24,4             | 29,4             | 33,9             | 37,8             | 43,3             | 37,8             | 34,4             | 30,6             | 21,1             | 18,3             | 43,3             |
| Середній максимум, °C   | −0,4             | 2,6              | 9,1              | 14,6             | 20,2             | 25,4             | 31,0             | 30,4             | 24,4             | 16,4             | 7,3              | 0,4              | 15,2             |
| Середній мінімум, °C    | −10,5            | −8,9             | −4               | −0,2             | 4,1              | 7,6              | 11,2             | 10,4             | 5,4              | 0,1              | −4,7             | −9,7             | 0,1              |
| Абсолютний мінімум, °C  | −31,7            | −35              | −24,4            | −11,1            | −6,1             | −5,6             | 0,0              | −1,1             | −10,6            | −11,1            | −22,2            | −35              | −35              |
| Норма опадів, мм        | 36               | 31               | 35               | 41               | 53               | 34               | 19               | 26               | 36               | 40               | 33               | 39               | 423              |
| ----------------------- | ---------------- | ---------------- | ---------------- | ---------------- | ---------------- | ---------------- | ---------------- | ---------------- | ---------------- | ---------------- | ---------------- | ---------------- | ---------------- |
| Джерело:                |                  |                  |                  |                  |                  |                  |                  |                  |                  |                  |                  |                  |                  |

## Демографія

### Перепис 2010 року
За даними перепису 2010 року, у місті проживало 5204 особи в 1751 домогосподарстві у складі 1327 родин. Густота населення становила 302,2 ос./км². Було 1873 помешкання, середня густота яких становила 108,8/км². Расовий склад міста: 93,7% білих, 0,2% афроамериканців, 0,7% індіанців, 0,2% азіатів, 0,1% тихоокеанських остров'ян, 3,3% інших рас, а також 1,7% людей, які зараховують себе до двох або більше рас. Іспанці та латиноамериканці незалежно від раси становили 7,5% населення.
Із 1751 домогосподарства 42,0% мали дітей віком до 18 років, які жили з батьками; 62,9% були подружжями, які жили разом; 9,3% мали господиню без чоловіка; 3,5% мали господаря без дружини і 24,2% не були родинами. 21,3% домогосподарств складалися з однієї особи, у тому числі 10,8% віком 65 і більше років. У середньому на домогосподарство припадало 2,92 мешканця, а середній розмір родини становив 3,43 особи.
Середній вік жителів міста становив 31,7 року. Із них 33,2% були віком до 18 років; 8,3% — від 18 до 24; 24,1% від 25 до 44; 19,2% від 45 до 64 і 15,2% — 65 років або старші. Статевий склад населення: 49,5% — чоловіки і 50,5% — жінки.
Середній дохід на одне домашнє господарство  становив 54 198 доларів США (медіана — 47 065), а середній дохід на одну сім'ю — 57 384 долари (медіана — 53 929). Медіана доходів становила 35 977 доларів для чоловіків та 37 143 долари для жінок. За межею бідності перебувало 11,3 % осіб, у тому числі 14,2 % дітей у віці до 18 років та 10,8 % осіб у віці 65 років та старших.
Цивільне працевлаштоване населення становило 2422 особи. Основні галузі зайнятості: освіта, охорона здоров'я та соціальна допомога — 19,2 %, роздрібна торгівля — 15,8 %, виробництво — 14,3 %.

### Перепис 2000 року
За даними перепису 2000 року, у місті проживало 4682 особи у 1529 домогосподарствах у складі 1200 родин. Густота населення становила 270,6 ос./км². Було 1 640 помешкань, середня густота яких становила 94,8/км².
Расовий склад міста 95,22% білих, 0,09% афроамериканців, 0,45% індіанців, 0,13% азіатів, 0,06% тихоокеанських остров'ян, 3,12% інших рас і 0,94% людей, які зараховують себе до двох або більше рас. Іспанці та латиноамериканці незалежно від раси становили 5,04% населення.
Із 1529 домогосподарств 44,0% мали дітей віком до 18 років, які жили з батьками; 67,2% були подружжями, які жили разом; 8,0% мали господиню без чоловіка, і 21,5% не були родинами. 20,0% домогосподарств складалися з однієї особи, у тому числі 11,4% віком 65 і більше років. У середньому на домогосподарство припадало 3,01 мешканця, а середній розмір родини становив 3,50 особи.
Віковий склад населення: 35,3% віком до 18 років, 10,5% від 18 до 24, 24,1% від 25 до 44, 15,9% від 45 до 64 і 14,3% від 65 років і старші. Середній вік жителів — 28 року. Статевий склад населення: 49,0 % — чоловіки і 51,0 % — жінки. 
Середній дохід домогосподарств у місті становив $35 204, родин — $39 537. Середній дохід чоловіків становив $29 247 проти $20 652 у жінок. Дохід на душу населення в місті був $13 751. Приблизно 5,9% родин і 6,7% населення перебували за межею бідності, включаючи 5,9% віком до 18 років і 6,2% від 65 і старших.